# Myxohyboella srivastavai
Myxohyboella srivastavai är en insektsart som beskrevs av Shishodia 1991. Myxohyboella srivastavai ingår i släktet Myxohyboella och familjen torngräshoppor. Inga underarter finns listade i Catalogue of Life.